# Mercedes-Benz în Formula 1
Mercedes-Benz, o marcă a Grupului Mercedes-Benz, a fost implicată în Campionatul Mondial de Formula 1 atât ca proprietar de echipă, cât și ca producător de motoare pentru diferite perioade începând cu 1954. Actuala echipă Mercedes-AMG Petronas F1 Team își are sediul în Brackley, Anglia, și deține o licență germană. Echipele marca Mercedes sunt adesea menționate cu porecla „Săgețile Argintii”.
Înainte de al Doilea Război Mondial, Mercedes-Benz a concurat în Campionatul European, câștigând trei titluri. A debutat în Formula 1 în 1954 și, deși a avut succes în sezoanele 1954 și 1955, câștigând titlul mondial la piloți prin argentinianul Juan Manuel Fangio, constructorul german s-a retras la finele anului 1955 ca urmare a dezastrului de la Le Mans din iunie 1955.
Mercedes s-a întors în Formula 1 în 1994 ca producător de motoare în asociere cu Ilmor, o companie britanică independentă de inginerie în sporturile cu motor de înaltă performanță, care le-a dezvoltat motoarele. Compania a câștigat un titlu la constructori și trei titluri la piloți într-un parteneriat exclusiv cu McLaren care a durat până în 2009. Compania din Stuttgart a revenit cu o echipă total dependentă de fabrica Mercedes abia în noiembrie 2009 când a cumpărat 75,1% din acțiunile echipei Brawn GP, campioană atât la constructori cât și la piloți în sezonul 2009 al Formulei 1, în singurul an de existență (echipa fusese înființată la începutul sezonului, preluând locul echipei Honda Racing F1).
În 2010, Mercedes GP i-a semnat drept piloți titulari pe germanii Nico Rosberg și Michael Schumacher, ultimul, de șapte ori campion mondial în Formula 1, făcându-și astfel revenirea în competiție după o pauză de trei ani. Tandemul a fost menținut până la sfârșitul sezonului 2012, după ce britanicul Lewis Hamilton a fost adus de la McLaren pentru a-l înlocui pe Schumacher pentru sezonul din 2013. Mutarea s-a dovedit a fi una inspirată, Mercedes devenind una dintre cele mai de succes echipe din istoria Formulei 1, câștigând șapte titluri consecutive la piloți din 2014 până în 2020 și opt titluri consecutive la constructori din 2014 până în 2021. A stabilit recordurile pentru cele mai multe victorii într-un sezon (19 în 2016), și pentru cele mai multe titluri de constructori consecutive obținute. De asemenea, producătorul a strâns peste 200 de victorii ca furnizor de motoare și se află pe locul al doilea în istoria Formulei 1 la acest capitol. Zece campionate ale constructorilor și treisprezece campionate ale piloților au fost câștigate cu motoare Mercedes-Benz.

## Constructor

### Curse de Mare Premiu înainte de Formula 1 (anii 1930)
Mercedes-Benz a concurat anterior în cursele de Mare Premiu în anii 1930, când Săgețile Argintii dominau cursele alături de rivalii de la Auto Union. Ambele echipe au fost puternic finanțate de regimul nazist, câștigând toate Campionatele Europene de Mare Premiu după 1934, dintre care Rudolf Caracciola a câștigat trei pentru Mercedes-Benz.

### Daimler Benz AG (1954-1955)

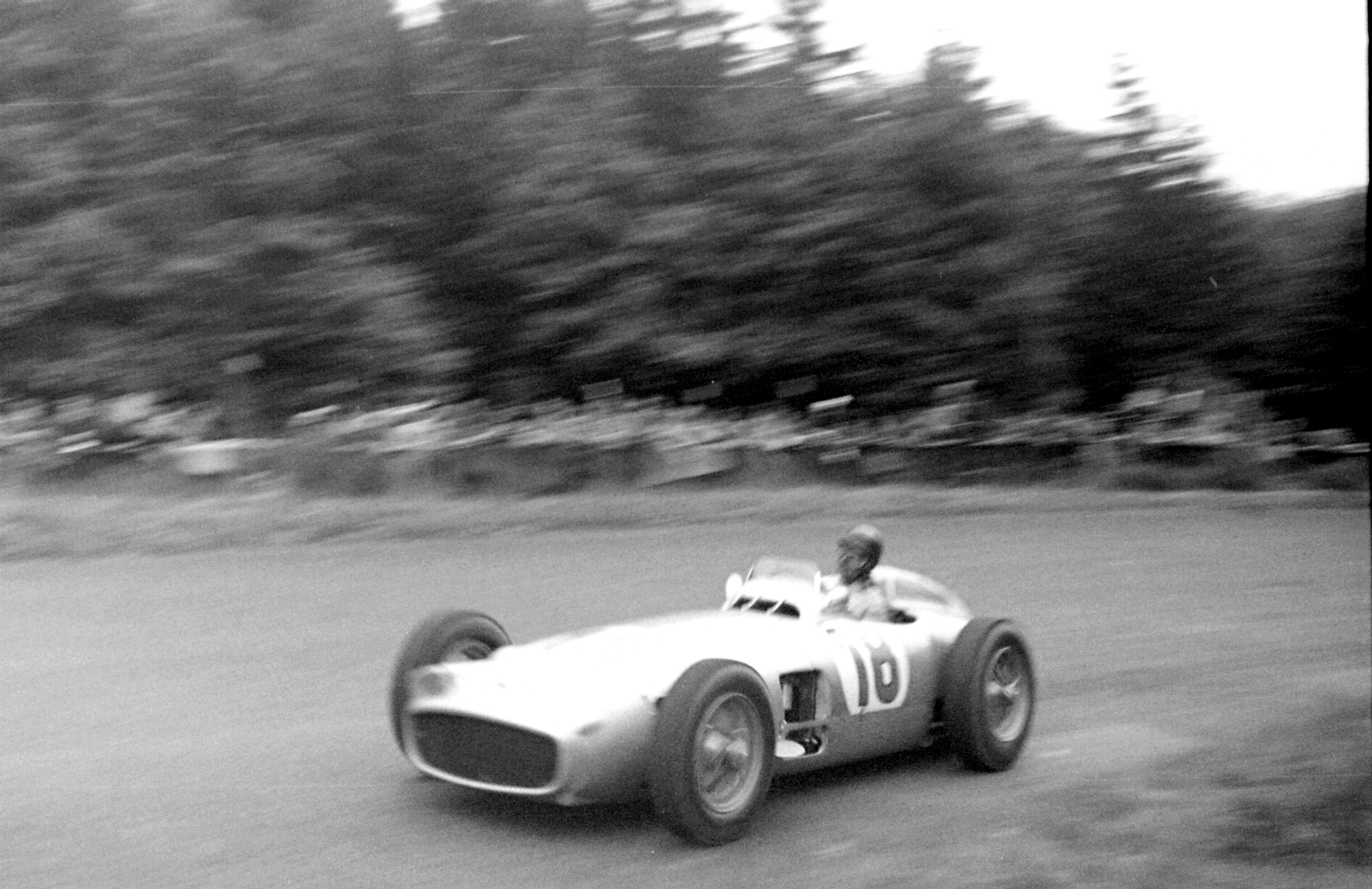
Juan Manuel Fangio în Marele Premiu al Germaniei din

În 1954, Mercedes-Benz a revenit la ceea ce era acum cunoscut sub numele de Formula 1 (un Campionat Mondial care a fost înființat în 1950) sub conducerea lui Alfred Neubauer, folosind mașina Mercedes-Benz W196, avansată din punct de vedere tehnologic. Mașina rula atât în configurația convențională cu roți deschise, cât și într-o formă simplificată, care prezenta roți acoperite și caroserie mai lată. Juan Manuel Fangio, campionul din 1951, s-a transferat la mijlocul sezonului de la Maserati la Mercedes-Benz pentru debutul lor la Marele Premiu al Franței pe 4 iulie 1954. Echipa a avut succes imediat și a înregistrat o victorie dominantă, piloții ei, Fangio și Karl Kling, terminând pe primele două locuri, precum obținând și cel mai rapid tur (Hans Herrmann). Fangio a mai câștigat trei curse în 1954, câștigând campionatul.
Succesul a continuat și în sezonul 1955, Mercedes-Benz dezvoltând mașina W196 pe tot parcursul anului. Mercedes-Benz a dominat din nou sezonul, cu Fangio luând patru victorii, iar noul său coechipier Stirling Moss câștigând Marele Premiu al Marii Britanii. Fangio și Moss au terminat pe primul și al doilea loc în campionatul din acel an. Dezastrul din Cursa de 24 de ore de la Le Mans din 1955, de pe 11 iunie, care a ucis pilotul de mașini sport Mercedes-Benz, Pierre Levegh, și peste 80 de spectatori a dus la anularea Marilor Premii din Franța, Germania, Spania și Elveția. La sfârșitul sezonului, echipa s-a retras din sporturile cu motor, inclusiv din Formula 1. În această primă perioadă de participare a echipei în Formula 1, Mercedes a câștigat nouă curse în total, inclusiv trei Mari Premii (Marele Premiu al Franței din 1954, Marele Premiu al Italiei din 1954 și Marele Premiu al Italiei din 1955) câștigate cu o mașină cu roți acoperite, singurele victorii ale unei mașini de acest gen din istoria Formulei 1.

### Reîntoarcerea în Formula 1 (2010-2013)

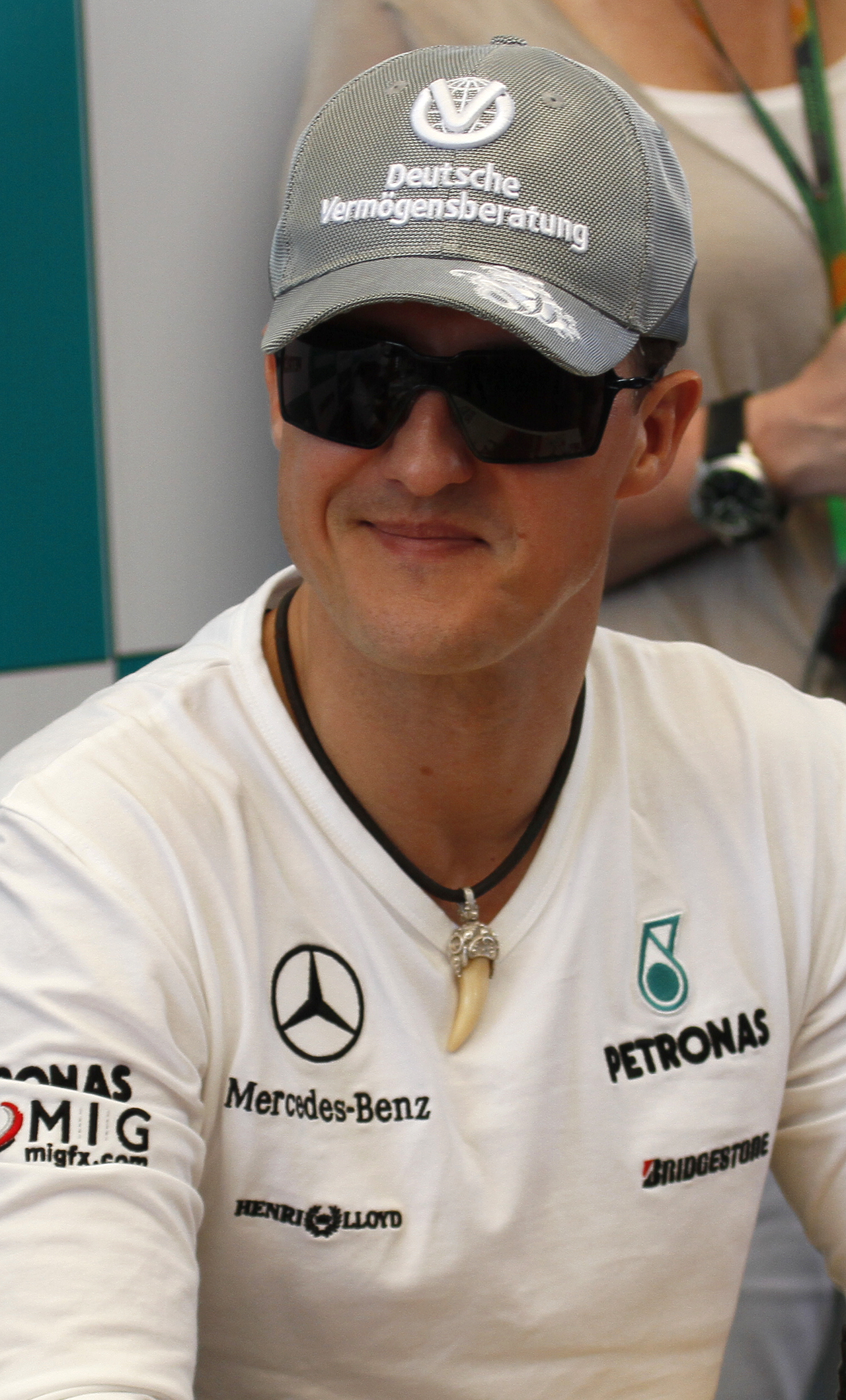
Mercedes a produs un șoc atunci când l-a anunțat pe septuplul campion mondial Michael Schumacher drept unul dintre piloții echipei pentru sezonul

Înainte de începerea sezonului 2010, compania-mamă a Mercedes-Benz, Daimler AG, a cumpărat un pachet minoritar (45,1%) în echipa Brawn GP, Aabar Investments cumpărând 30% la 16 noiembrie 2009. În urma achiziționării echipei, precum și a unui acord de sponsorizare cu Petronas, echipa a fost redenumită Mercedes GP Petronas Formula One Team, iar Mercedes va concura acum în Formula 1 pentru prima dată în peste 50 de ani. Ross Brawn și-a continuat îndatoririle ca director de echipă, iar echipa și-a păstrat baza și forța de muncă în Brackley, aproape de uzina de motoare Mercedes-Benz Formula 1 (fosta Ilmor Engineering) din Brixworth. Echipa Mercedes GP i-a angajat pe piloții germani Nico Rosberg și pe septuplul campion mondial Michael Schumacher, care s-a întors în Formula 1 după o absență de trei ani, și pe Nick Heidfeld în calitate de pilot de teste și rezervă.
Performanța echipei în 2010 nu a fost atât de competitivă față ultima apariție în F1 de acum 55 de ani, echipa fiind în spatele celor mai importante trei echipe: Ferrari, McLaren și Red Bull Racing. Cele mai bune rezultate ale lor au venit prin Rosberg care a terminat pe podium de trei ori, obținând locuri trei la Sepang, Shanghai și Silverstone. Rosberg a terminat sezonul în cele din urmă pe locul șapte în campionatul mondial, dar Schumacher a avut o revenire dezamăgitoare, fiind învins de coechipierul său și terminând sezonul fără vreo singură victorie, podium, pole position sau cel mai rapid tură pentru prima dată de la debutul său în 1991. De asemenea, el a fost implicat într-o controversă în Ungaria după ce aproape l-a trimis în perete pe fostul coechipier de la Ferrari, Rubens Barrichello, la 290 km/h. În cele din urmă, echipa a terminat pe locul patru în Campionatul Constructorilor, cu 214 puncte.
Înainte de începerea sezonului 2011, Daimler și Aabar au cumpărat restul de 24,9% din acțiunile deținute de conducerea echipei în februarie 2011. În 2011, echipa a avut o evoluție mai modestă față de cea din sezonul precedent. Mercedes nu a mai obținut vreun podium, așa cum a făcut-o în 2010, locul 4 în Marele Premiu al Canadei din 2011 obținut de Schumacher reprezintă cea mai bună clasare a sezonului pentru echipă. Din nou, constructorul german a terminat pe locul patru în Campionatul Constructorilor, de data aceasta cu 165 de puncte și fără victorii, podiumuri sau pole-uri.

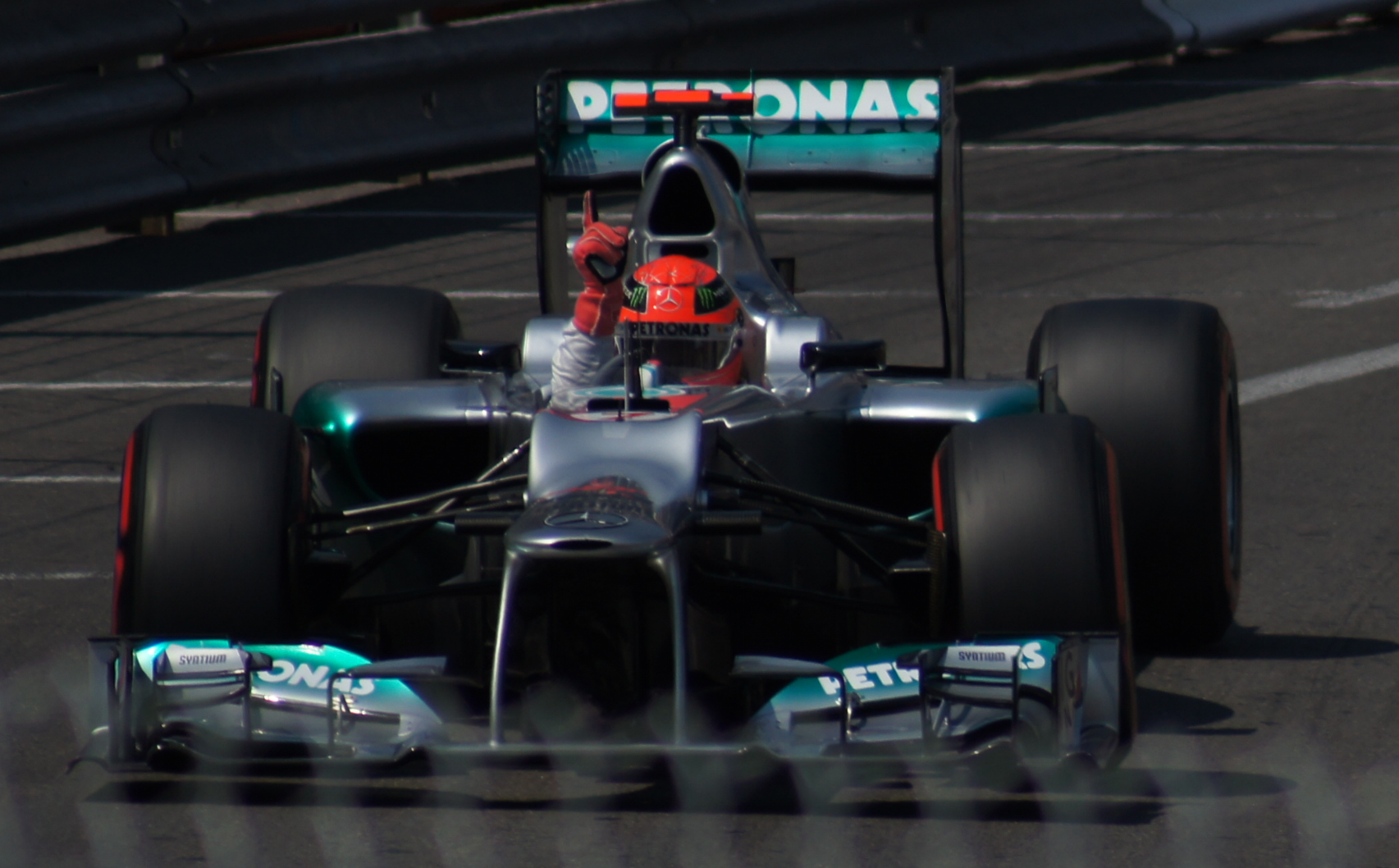
Schumacher celebrând pole position-ul „fantomă” pentru

Pentru 2012, echipa a scos GP din numele său și a adăugat numele AMG, marca de înaltă performanță a Daimler AG, în titlu. Echipa va primi oficial denumirea de Mercedes AMG Petronas F1 Team. În a treia cursă a sezonului din China, Rosberg a ocupat primul pole position al echipei din 1955 încoace; Schumacher a terminat sesiunea pe locul al treilea, dar a urcat pe locul doi după o penalizare pe grilă pentru Lewis Hamilton de la echipa McLaren. Echipa și-a asigurat prima victorie în 57 de ani, când Nico Rosberg a terminat primul în Marele Premiu al Chinei din 2012. În plus, Rosberg a devenit primul pilot german care a câștigat un Mare Premiu la conducerea unui vehicul german de la victoria lui Hermann Lang în Marele Premiu al Elveției din 1939. La Marele Premiu al Principatului Monaco 2012, Michael Schumacher a stabilit cel mai rapid timp în calificări, dar a început cursa de pe locul șase după ce a fost impusă o penalizare de cinci locuri pe grilă pentru că a provocat o coliziune evitabilă cu Bruno Senna în timpul Marelui Premiu al Spaniei, runda anterioară. Rosberg a terminat în cele din urmă cursa pe locul 2, Schumacher retrăgându-se cu probleme la motor. Totuși, septuplul campion mondial avea să obțină și el un podium pentru Mercedes, și ultimul din cariera sa, două curse mai târziu la Marele Premiu al Europei din 2012, terminând pe locul 3. Pe 28 septembrie 2012, a fost anunțat că pilotul echipei McLaren, Lewis Hamilton se va alătura echipei Mercedes începând cu sezonul 2013, după ce a semnat un contract de trei ani cu partenerul Nico Rosberg în echipă. În ianuarie 2013, Toto Wolff a devenit director executiv al echipei Mercedes AMG Petronas F1, partenerul său de afaceri Rene Berger devenind director non-executiv. Pe lângă faptul că s-a alăturat echipei în calitate de partener de conducere, el a achiziționat și 30% din Mercedes-Benz Grand Prix Ltd, alte 10% deținute de Niki Lauda, președintele consiliului de administrație, și 60% de către compania-mamă. Wolff a preluat coordonarea tuturor activităților de sporturi cu motor a Mercedes-Benz, o responsabilitate deținută anterior de Norbert Haug. Deși a avut cele mai bune rezultate de la întoarcerea în F1, Mercedes a terminat sezonul pe locul 5 cu 142 de puncte acumulate, mai jos decât în 2010 și 2011.

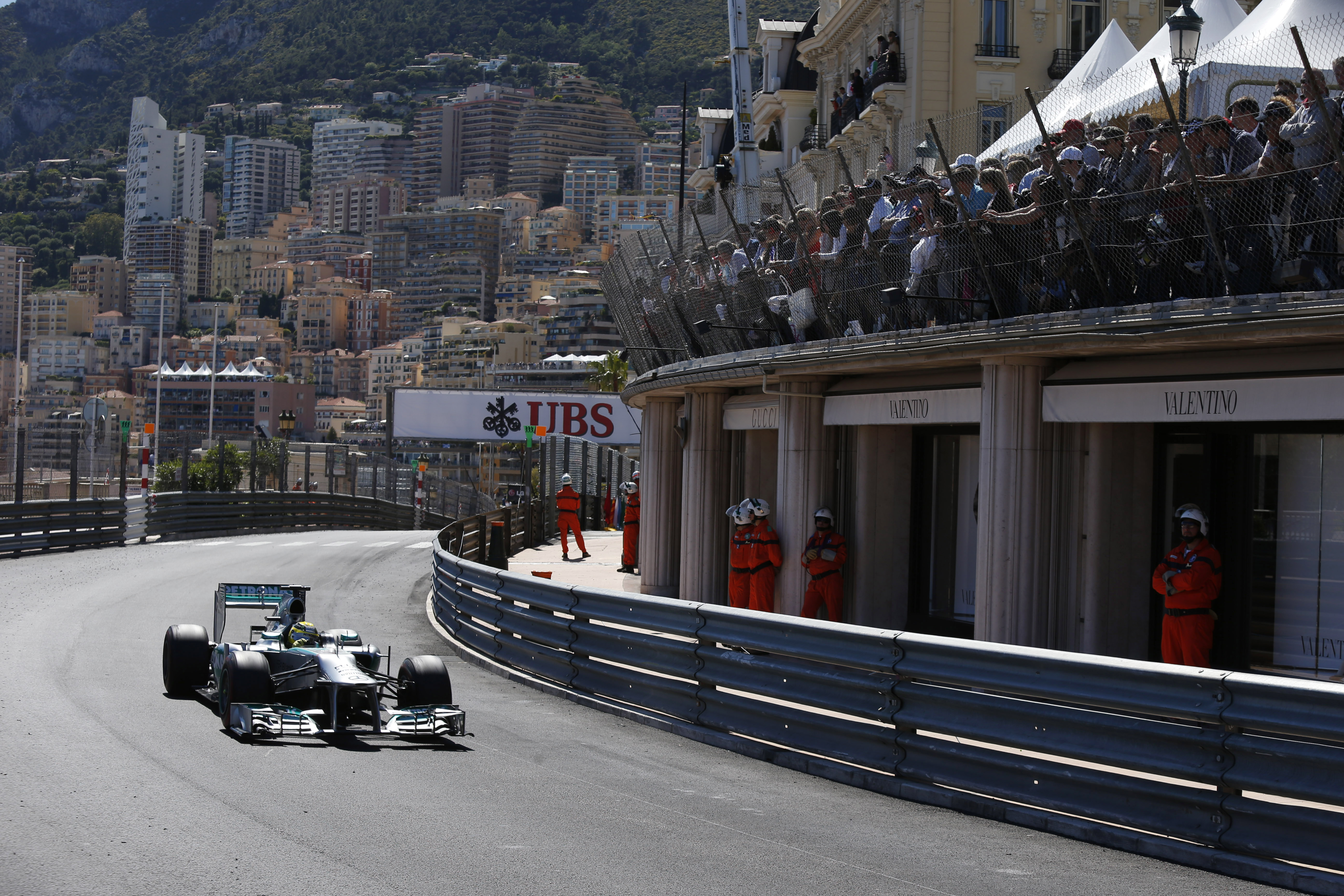
Nico Rosberg a obținut două victorii pentru echipă în, una dintre ele venind în Marele Premiu al Principatului Monaco

În sezonul următor, pe 26 mai 2013, Nico Rosberg a valorificat un pole position pentru a acorda echipei prima victorie din 2013 la Marele Premiu al Principatului Monaco. Paddy Lowe s-a mutat în echipă ca director executiv pe 3 iunie 2013. Mercedes a continuat apoi forma bună, ocupând locul trei în Marele Premiu al Canadei prin Hamilton, urmată de o altă victorie pentru Rosberg la Marele Premiu al Marii Britanii, după ce echipa a luat 1–2 în calificări. Echipa și-a sărbătorit apoi a treia victorie a sezonului după ce Hamilton a obținut și el prima sa victorie pentru echipă la Marele Premiu al Ungariei. După trei victorii, șase podiumuri și 360 de puncte, Mercedes a terminat sezonul locul doi Campionatul Constructorilor, peste Ferrari și în spatele lui Red Bull.

### Anii de dominare (2014-2021)

#### 2014-2016: perechea rivală Hamilton-Rosberg

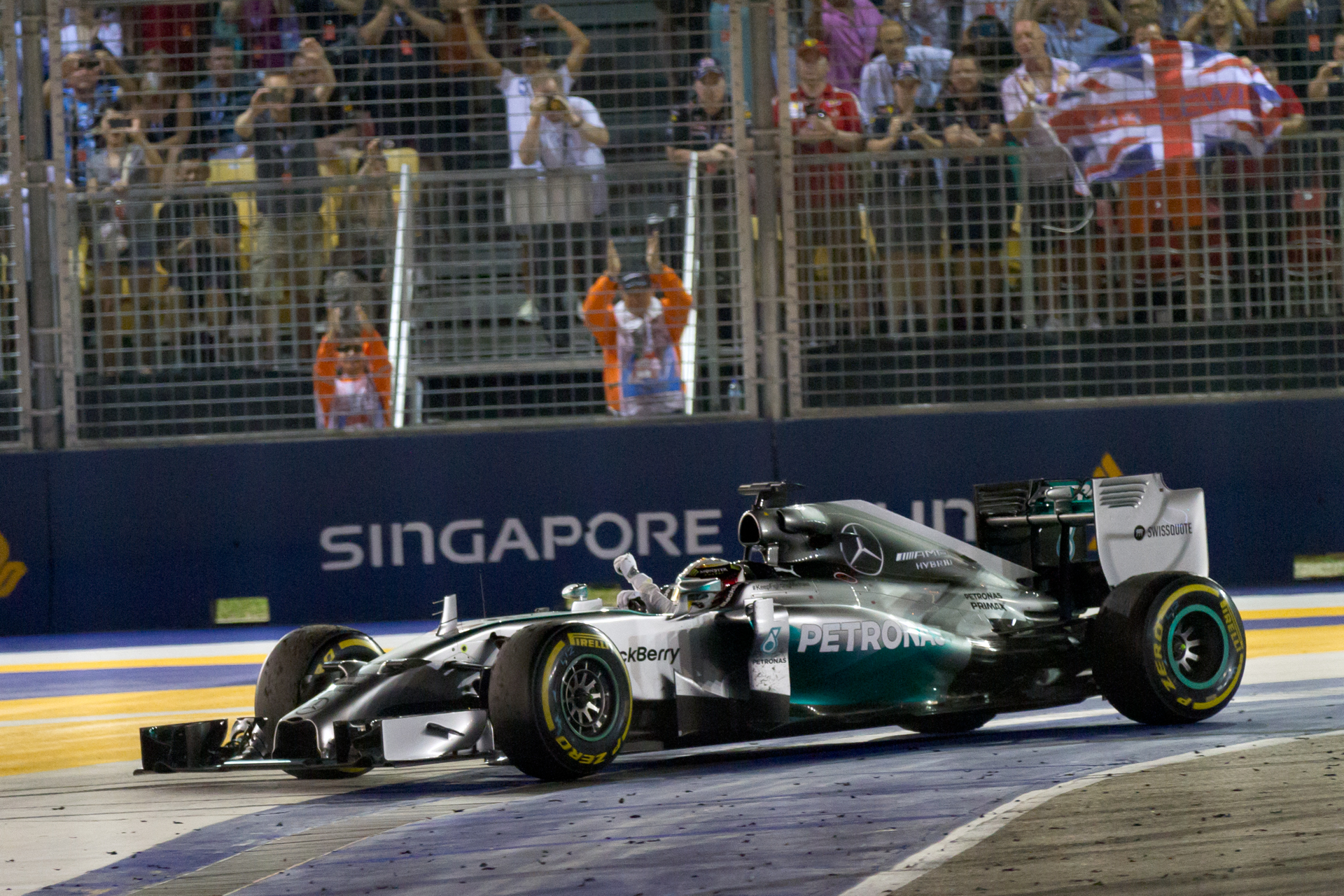
Lewis Hamilton, câștigătorul Marelui Premiu al statului Singapore din.

Ambii piloți au fost păstrați pentru 2014. Rosberg a câștigat prima cursă a sezonului în Australia, apoi în Malaysia, Hamilton a încheiat un Grand Slam - conducând cursa în fiecare tur plecând din pole position, cu cel mai rapid tur de cursă - în timp ce Rosberg a terminat pentru a obține un 1–2 pentru echipă; această victorie a pus capăt seriei de nouă curse ale lui Hamilton fără a ajunge pe podium și a fost prima finalizare 1–2 pentru Mercedes de la Marele Premiu al Italiei din 1955. Echipa a repetat rezultatul la Marele Premiu al Bahrainului, Chinei și Spaniei, în timp ce Rosberg și Hamilton au terminat pe 1 și 2 la Marele Premiu al Principatului Monaco și, respectiv, Austriei. La Marele Premiu al Germaniei, Rosberg a devenit primul pilot german care conduce o mașină germană și care câștigă cursa, de când a fost realizat de Rudolf Caracciola și Mercedes-Benz la Marele Premiu al Germaniei din 1939. La Marele Premiu al Rusiei, echipa a câștigat primul campionat al constructorilor din palmares. Hamilton a câștigat ultima cursă a sezonului, desfășurată la Abu Dhabi. El a terminat sezonul cu 67 de puncte în fața lui Rosberg, câștigând Campionatul Mondial al Piloților. Echipa a încheiat sezonul 2014 cu 296 de puncte în fața celui mai apropiat rival, Red Bull Racing, în clasamentul Campionatului Mondial al Constructorilor. Cu 18 pole position-uri, 16 victorii și 11 finalizări 1–2 din 19 curse, Mercedes a dominat acest prim an al erei V6 turbo. Pentru cele 16 victorii, marja medie de câștig față de cel mai apropiat concurent non-Mercedes a fost de 23,2 secunde.

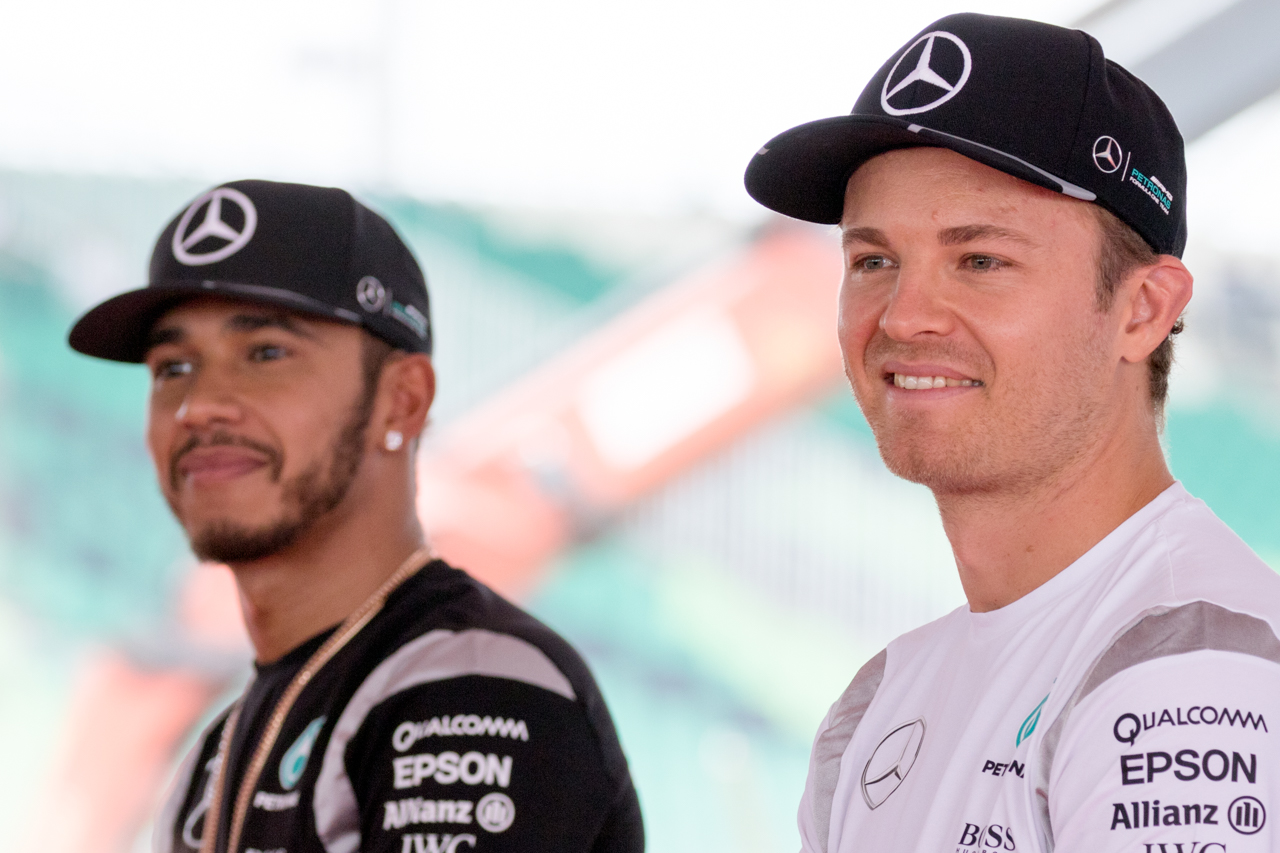
Lewis Hamilton și Nico Rosberg, coechipierii-rivali de la Mercedes

Pentru sezonul 2015, echipa a continuat cu aceiași Hamilton și Rosberg. La Marele Premiu al Rusiei din 2015, echipa a câștigat al doilea Campionat al Constructorilor din palmares, iar Hamilton a câștigat al doilea Campionat al Piloților consecutiv la Marele Premiu al Statelor Unite din 2015, terminând cu 59 de puncte în fața lui Rosberg. Mercedes și-a continuat dominația în acest al doilea an al erei V6 turbo, îmbunătățindu-și cifrele impresionante din 2014, cu 18 pole position-uri, 16 victorii și 12 finalizări 1–2 în 19 curse.

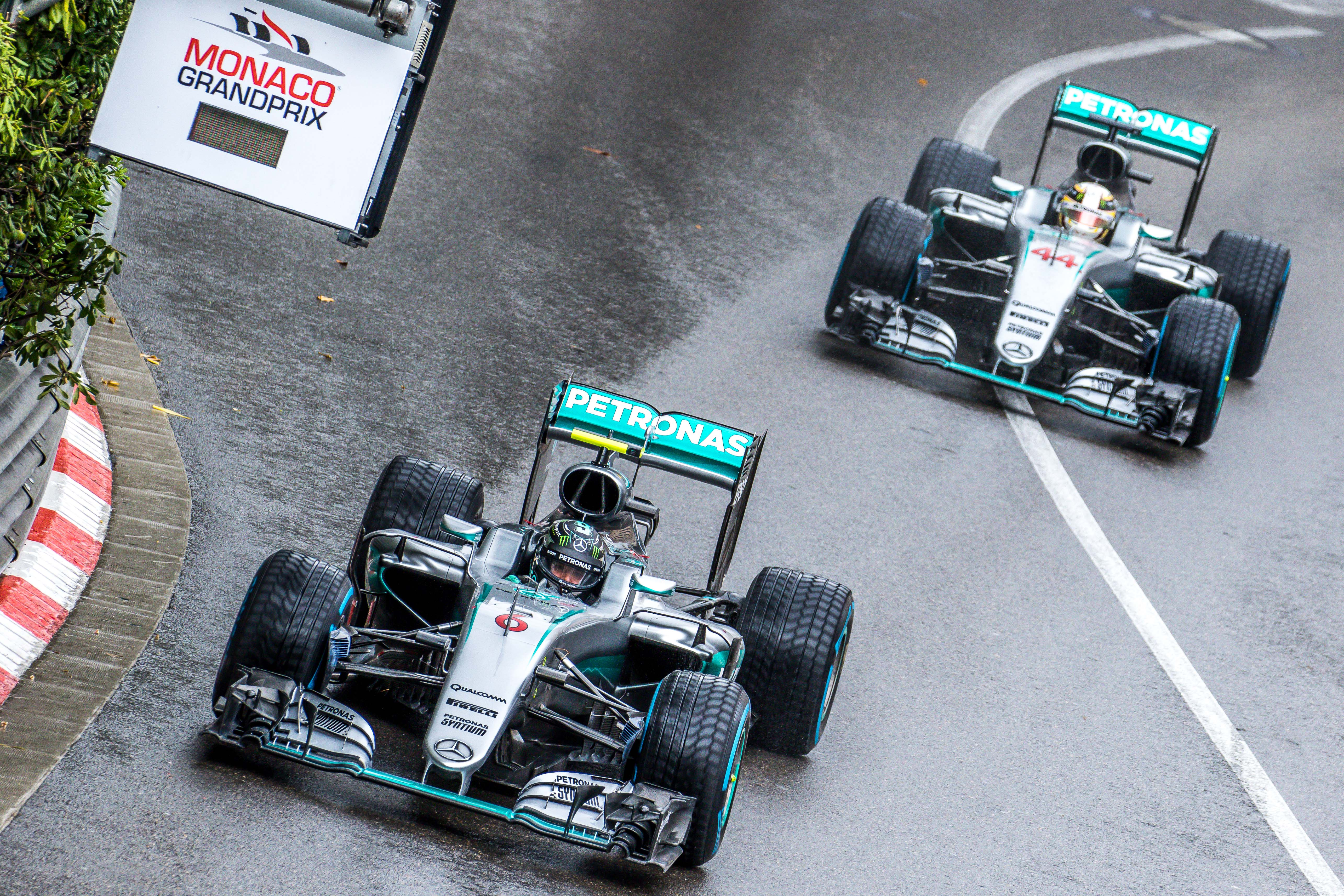
Rosberg, urmat de Hamilton, în din.

Sezonul din 2016 a văzut culminarea rivalității din interiorul echipei între cei doi piloți ai săi, Lewis Hamilton și Nico Rosberg. Politica echipei de a lăsa perechea să lupte liber a dus la mai multe schimburi aspre atât pe pistă, cât și în afara acesteia. Rosberg a câștigat primele patru curse ale sezonului, asta și deoarece Hamilton suferise de probleme mecanice. La Marele Premiu al Spaniei, Hamilton a plecat din pole cu Rosberg chiar în spate. După un duel aprig în primele două viraje, Rosberg a preluat inițial conducerea înainte ca Hamilton să încerce o depășire prin interior, să pătrundă pe iarbă și să se ciocnească de Rosberg. Cei doi au ieșit de pe pistă, ambii retrăgându-se din cursă. Înainte de Marele Premiu al Malaysiei, a 16-a cursă a sezonului, Rosberg se afla la 8 puncte peste Hamilton. În Malaysia, britanicul suferă o defecțiune de motor și se retrage din cursă, iar Rosberg termină pe locul 3, extinzându-și avantajul la 23 de puncte. El câștigă următoarea cursă din Japonia și își mărește acum distanța la 33 de puncte, astfel încât, cu patru curse înainte de final, dacă Hamilton câștiga fiecare cursă, el era nevoit doar să termine pe locul 2 de fiecare dată (își putea permite chiar și un loc 3) pentru a deveni campion mondial. Acest lucru s-a și întâmplat, Hamilton câștigând ultimele 4 patru curse ale sezonului, cu Rosberg terminând de fiecare dată în spate pe locul 2. Mercedes a câștigat 19 din cele 21 de curse din sezon, obținând 20 de pole position-uri (cel mai mare procentaj vreodată într-un singur sezon de F1, 95,2%). În mod surprinzător, Rosberg și-a anunțat retragerea din sport la doar câteva zile după câștigarea titlului.

#### 2017-2021: doborârea recordurilor

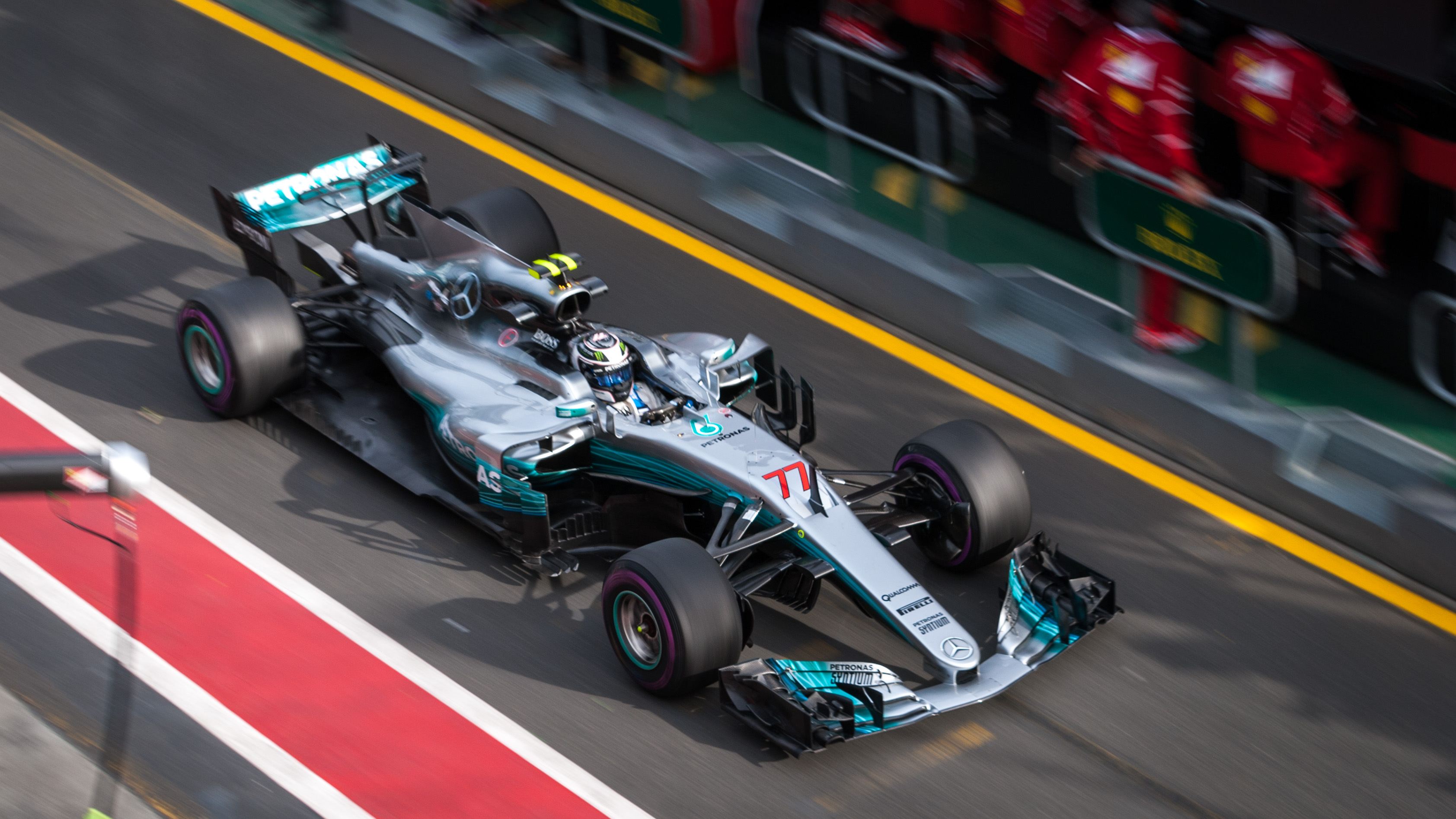
Valtteri Bottas l-a înlocuit pe Rosberg în.

Pe 10 ianuarie 2017, Mercedes a anunțat că directorul executiv Paddy Lowe a părăsit echipa. Pe 16 ianuarie 2017, Valtteri Bottas a fost anunțat ca înlocuitor al lui Rosberg pentru sezonul 2017, iar pilotul britanic de GP3, George Russell, a fost încorporat în echipa de juniori. Pe 22 octombrie 2017, Mercedes a câștigat Campionatul Constructorilor pentru a patra oară consecutiv. O săptămână mai târziu, Lewis Hamilton a devenit primul pilot britanic care a câștigat patru campionate mondiale. Mercedes a încheiat sezonul 2017 cu 12 victorii din 20 de curse și 15 pole-uri.
Pentru sezonul 2018, echipa i-a păstrat atât Hamilton, cât și pe Bottas. Echipa a câștigat al cincilea titlu consecutiv de constructori în penultima cursă a sezonului din Brazilia, după o victorie pentru Hamilton. În sezonul 2018, Mercedes a câștigat 11 curse (toate prin Hamilton) din 21 de curse, a realizat 10 tururi rapide (trei pentru Hamilton și șapte pentru Bottas), 13 pole position-uri (11 pentru Hamilton și două pentru Bottas) și patru finalizări 1-2. Acest lucru a făcut ca Mercedes să fie doar a doua echipă din istoria F1 care a reușit să câștige 5 titluri la piloți și constructori la rând, după ce Ferrari a făcut acest lucru între 2000 și 2004.
Continuând cu aceiași piloți și în 2019, în cursa de deschidere a sezonului, echipa a securizat prima linie de start, Hamilton luând pole position. Bottas l-a depășit pe Hamilton la start și a obținut prima sa victorie de la Marele Premiu de la Abu Dhabi din 2017, Hamilton reușind să ofere echipei o finalizare 1–2 după ce s-a apărat pe Max Verstappen de la Red Bull. Echipa a continuat performanța puternică în prima jumătate a sezonului. Până în vacanța de vară, Mercedes câștigase 10 din 12 curse, Hamilton luând 8 victorii în fața celor 2 ale lui Bottas, asigurând cinci clasări 1–2 în primele 5 curse ale sezonului. Echipa va continua să câștige titlurile la piloți și constructori pentru al șaselea an consecutiv.

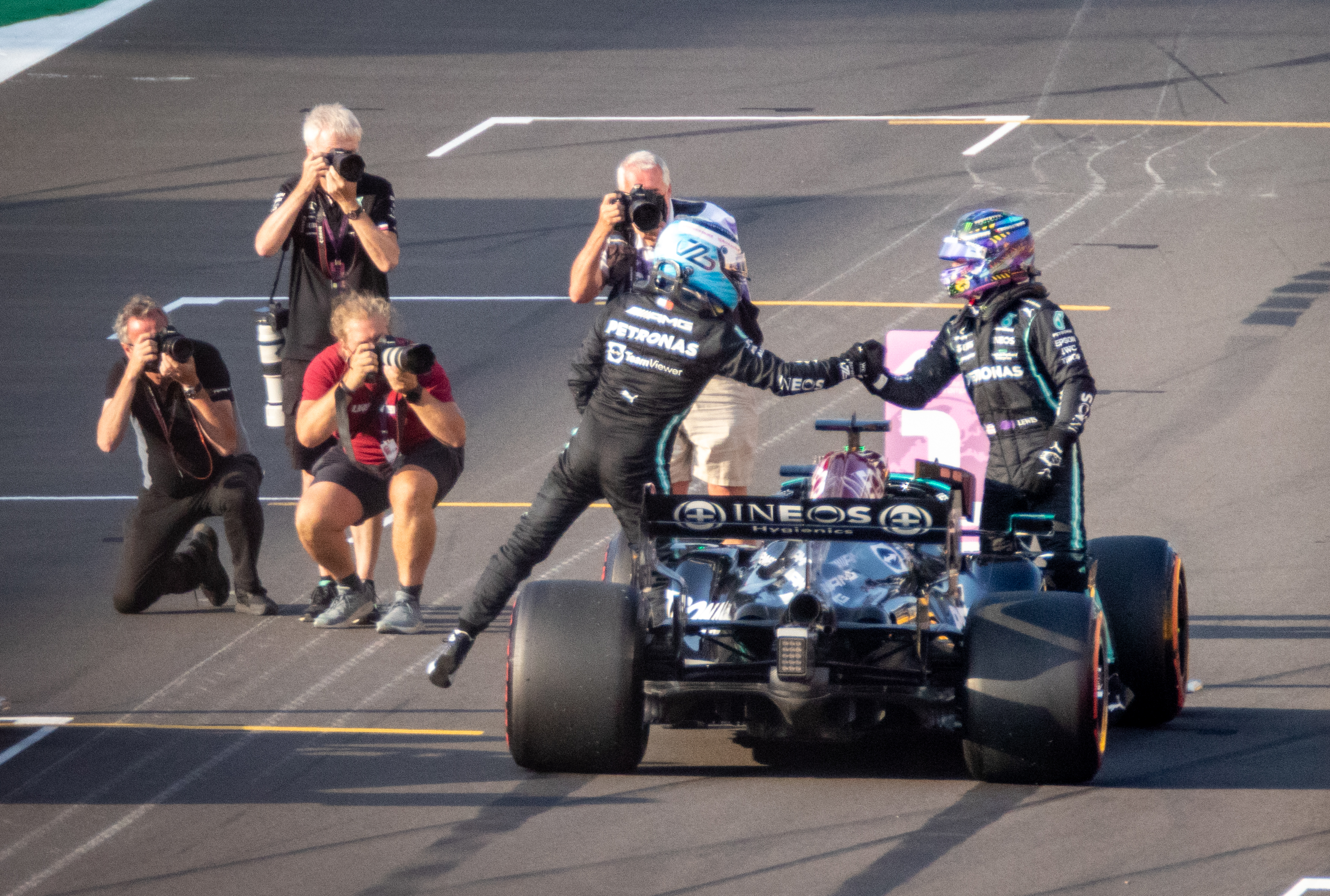
Bottas (stânga) și Hamilton (dreapta) salutându-se după calificările pentru.

Echipa și-a debutat sistemul „Dual-Axis-Steering” în timpul testelor de presezon pentru sezonul 2020. Acest lucru permite pilotului să schimbe unghiul de atac al roților din față, prin împingerea sau tragerea de volan, rezultând într-un avantaj semnificativ în încălzirea anvelopelor. Sistemul a fost permis pentru sezonul 2020, dar a fost ilegal pentru 2021. Echipa va continua să câștige atât campionatele la piloți, cât și cel al constructorilor. Înainte de penultima rundă a sezonului, Marele Premiu al Sakhirului din 2020, Hamilton a fost forțat să se izoleze în urma unui test pozitiv de coronavirus, cu pilotul Williams și juniorul Mercedes, George Russell, înlocuindu-l. Prin câștigarea ambelor titluri, echipa mai doboară un record, cele mai multe titluri consecutive (7). Precedentul record la constructori a fost deținut de Ferrari care a obținut șase titluri între 1999 și 2004.
Pentru 2021, Mercedes a păstrat aceeași linie de piloți pentru al cincilea sezon consecutiv. Echipa nu a reușit să câștige Campionatul la Piloți pentru prima dată în era V6 turbo-hibrid, Hamilton fiind depășit în ultimul tur al Marelui Premiu de la Abu Dhabi, care încheia sezonul, după o repornire controversată a cursei după mașina de siguranță. Hamilton a condus confortabil cursa și a fost pe drumul pentru cel de-al optulea titlu, înaintea unei mașini de siguranță târzie. Acțiunile directorului de curse FIA, Michael Masi, în jurul procedurilor controversate utilizate în timpul întârzierii mașinii de siguranță, au făcut ca Mercedes să depună intenția de a contesta rezultatele acelei curse, deși aceasta a fost ulterior retrasă. Hamilton a terminat pe locul al doilea în campionat, la opt puncte în spatele campionului Max Verstappen, cu Bottas pe locul al treilea în clasament la ultimul său sezon cu echipa. Echipa a luat titlul de constructori pentru un al optulea sezon consecutiv, un record.

### Noile reglementări încheie o eră (2022-prezent)
George Russell l-a înlocuit pe Valtteri Bottas pentru sezonul din 2022. În 2022 au avut loc schimbări majore ale reglementărilor, care au reintrodus efectul de sol. Mercedes a dezvăluit un design radical cu ceea ce a fost numit „zero-pods”. Totuși, designul radical nu s-a dovedit a fi o formulă câștigătoare. În plus, mașina a suferit de porpoising agresiv, el fiind redus semnificativ și „rezolvat” înainte de Marele Premiu al Canadei. În ciuda dificultăților lor de performanță, fiabilitatea Mercedes a fost „uimitoare”, singurele lor trei retrageri ale sezonului venind la Marele Premiu al Marii Britanii, unde Russell a fost implicat într-un accident cu Zhou Guanyu și Pierre Gasly, la Marele Premiu al Belgiei, unde Hamilton a fost implicat într-un accident cu Fernando Alonso și la Marele Premiu de la Abu Dhabi, unde Hamilton a suferit o defecțiune mecanică, dar a fost încă clasat pe locul 18. Echipa a apărut în mod regulat pe podium. La Marele Premiu al Franței, Hamilton a terminat pe locul al doilea, în timp ce Russell a terminat pe locul trei, marcând primul dublu podium al echipei din sezon. Russell a obținut primul său pole position și singurul pentru Mercedes din sezon, la Marele Premiu al Ungariei. Russell a obținut prima sa victorie în Formula 1 și, de asemenea, singura pentru Mercedes din sezon, la Marele Premiu de la São Paulo. Echipa a încheiat sezonul pe locul 3 în clasamentul constructorilor, acumulând în total 515 puncte.
Pentru 2023, Mercedes a ales să continue cu aceiași piloți, Hamilton și Russell. Sezonul a continuat în aceeași notă cu cel din 2022, Mercedes având dificultăți cu designul „zero-pods”. Echipa nu a reușit să câștige vreo cursă pe tot parcursul sezonului, pentru prima dată din 2011, a reușit doar un pole position, cel obținut de Hamilton în Marele Premiu al Ungariei, și a acumulat 8 podiumuri, cu 9 mai puțin față de 2022. Cu toate acestea, Mercedes s-a clasat pe locul 2 în Campionatul Constructorilor, depășind-o pe Ferrari cu 3 puncte. Astfel, Mercedes devine a treia echipă din istoria Campionatului Mondial care ajunge vicecampioană deși nu a reușit să câștige vreo cursă în sezon, după BAR în 2004 și BMW în 2007.

## Furnizor de motoare
Echipa de mașini sport Sauber și Mercedes-Benz, care își planificau împreună intrarea în Formula 1, au semnat un acord cu Ilmor pentru 1993 după ce au abandonat planurile pentru un motor Mercedes. Pentru a-și proteja imaginea, Mercedes și-a asumat un rol de observație în proiect, iar mașinile aveau scris „Concept by Mercedes-Benz” pe capacul motorului. După ce a obținut 12 puncte în 1993, Mercedes a intrat oficial în 1994 folosind o versiune actualizată a motorului din 1993, iar acum „Powered by Mercedes-Benz” a fost văzut pe capacul motorului Sauber. În același an, Mercedes-Benz a achiziționat partea de 25% a Chevrolet din acțiunile Ilmor. În 1994, Ilmor a furnizat și noii echipe Pacific GP a lui Keith Wiggins vechile motoare din 1993. Pacific a reușit să se califice doar de șapte ori în treizeci și două de încercări, deși motorul nu a fost învinovățit pentru această performanță slabă.

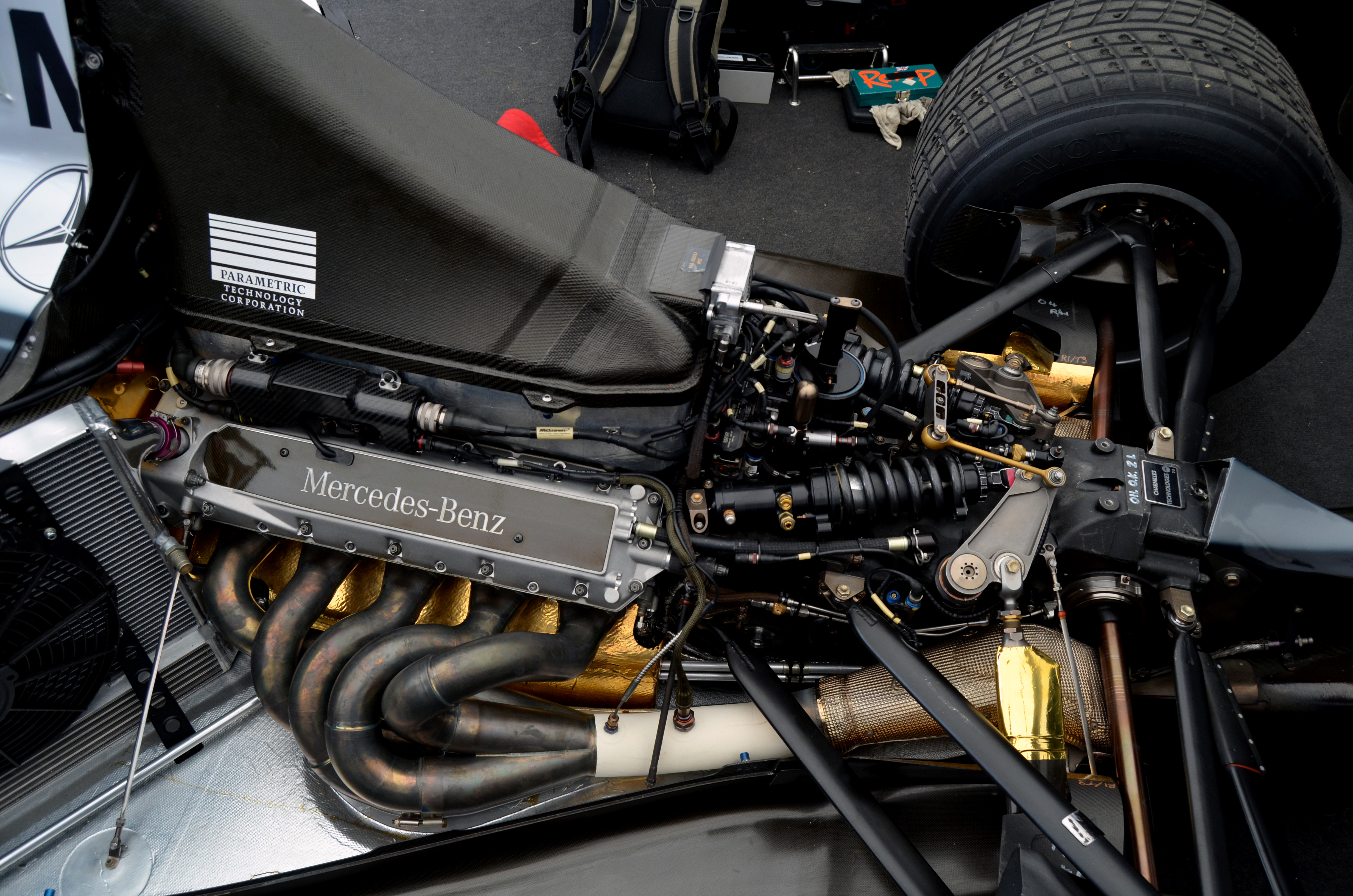
Mercedes-Benz a avut un parteneriat de succes cu McLaren, reușind să câștige trei titluri la piloți și unul la constructori în 20 de ani.

Pentru 1995, Mercedes și-a pus ochii pe obiective mai înalte și a căutat un acord de furnizare de motoare cu o echipă mai competitivă, deoarece Ilmor a ales să-și repoziționeze programul de Formula 1 de la furnizor de motoare la constructor de motoare și partener de asamblare de încredere pentru Mercedes-Benz. Sauber a avut ocazia să devină o echipă client, dar directorul echipei Peter Sauber a optat să semneze un acord cu Ford în schimb. De atunci, Ilmor a construit motoarele Mercedes-Benz exclusiv pentru McLaren. Motoarele Ilmor au continuat să aibă un succes uriaș cu McLaren, obținând mai multe podiumuri atât în 1995, cât și în 1996. Parteneriatul a obținut prima sa victorie la Marele Premiu al Austriei din 1997. Mika Häkkinen a câștigat Campionatul Piloților în 1998 și 1999, iar echipa a câștigat Campionatul Constructorilor în 1998. În 2001, Paul Morgan a decedat după ce a suferit un accident în timp ce își ateriza avionul său de epocă pe aerodromul Sywell din Northamptonshire. Acest lucru a făcut ca Mercedes-Benz să-și sporească implicarea financiară în Ilmor, compania fiind redenumită Mercedes-Ilmor Ltd.

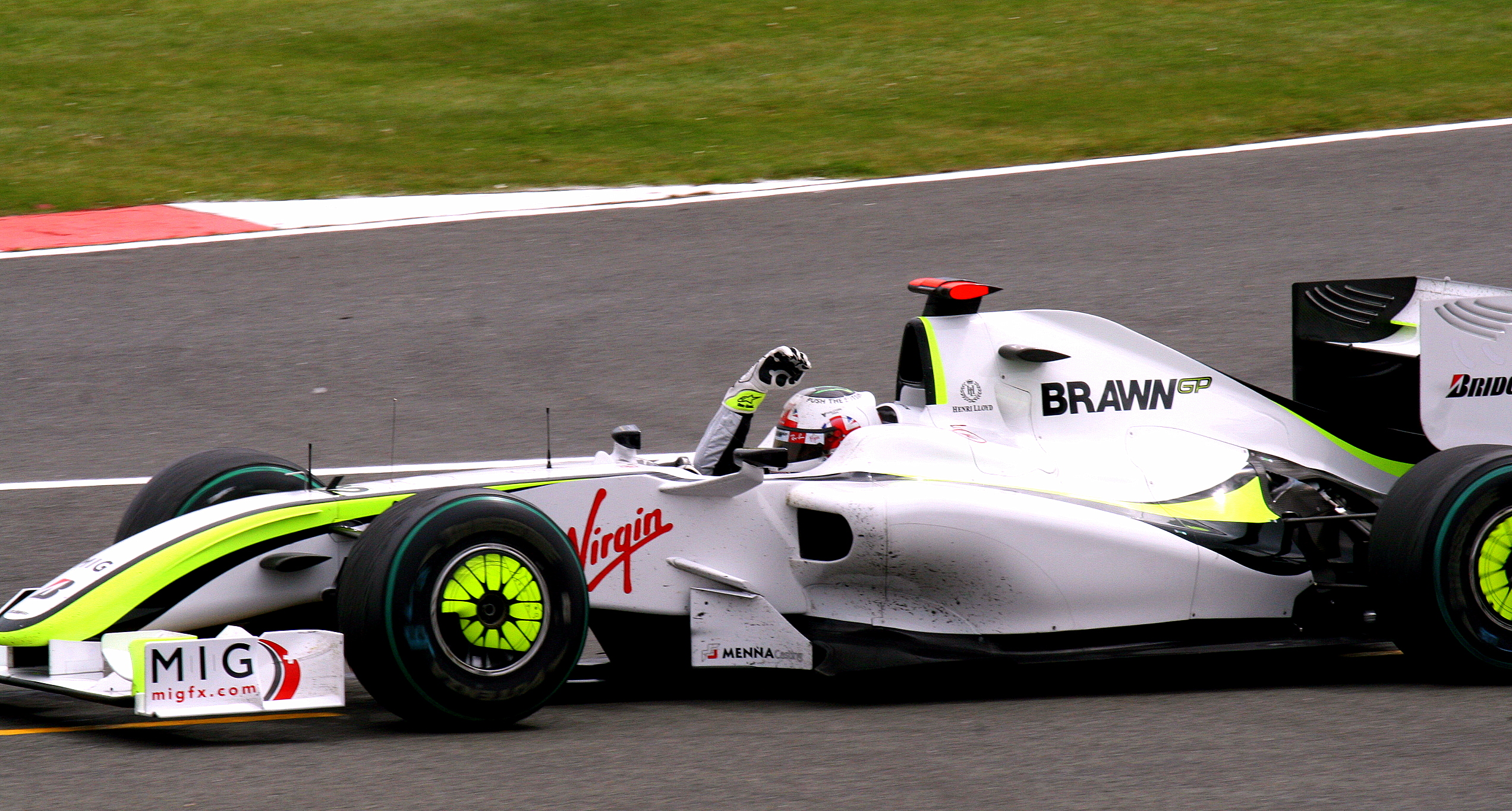
Brawn GP a câștigat ambele titluri din având un motor Mercedes-Benz.

Deși nu au mai câștigat un alt campionat până în 2008, motoarele Ilmor-Mercedes au obținut multe victorii în curse. După un sezon 2006 fără victorie, McLaren a revenit și a câștigat Campionatul Piloților în 2008 cu Lewis Hamilton. În 2009, Mercedes a devenit furnizor de motoare și pentru Brawn GP (achiziționată ulterior pentru a deveni echipa fabricii Mercedes-Benz), cu care a câștigat ambele titluri mondiale puse în joc din acel sezon, și Force India, cunoscută mai târziu sub numele de Racing Point și în cele din urmă Aston Martin F1.
O a patra echipă a fost adăugată în 2014, Williams. Parteneriatul de 20 de ani cu McLaren s-a încheiat la sfârșitul sezonului 2014, înainte de a fi reluat în 2021. Mercedes a furnizat motoare echipei Lotus F1 pentru un sezon, în 2015, și pentru Manor în 2016. Noile reglementări de Formula 1 din 2014 au impus producerea unui motor V6 turbo de 1,6 litri hibrid, care are atât un sistem de recuperare a energiei cinetice, cât și un sistem de recuperare a energiei termice. Mercedes a început sezonul 2014 cu un avantaj clar, mașinile cu motor Mercedes obținând majoritatea punctelor. De la introducerea noii formule de motor, mașinile cu motor Mercedes au obținut pole position în 122 de curse și au câștigat 114 în această perioadă.

## Palmares

### Palmares ca echipă de curse
| Sezon                                                              | Șasiu                 | Motor                      | Pneu | Nr.         | Piloți                                                                              | Puncte | CMC |
| ------------------------------------------------------------------ | --------------------- | -------------------------- | ---- | ----------- | ----------------------------------------------------------------------------------- | ------ | --- |
| 1954                                                               | W196                  | M196 2,5 L8                | C    | N/A         | Juan Manuel Fangio Hans Herrmann Karl Kling Hermann Lang                            | N/A    | N/A |
| 1955                                                               | W196                  | M196 2,5 L8                | C    | N/A         | Juan Manuel Fangio Hans Herrmann Karl Kling Stirling Moss André Simon Piero Taruffi | N/A    | N/A |
| 1956–2009: Mercedes-Benz nu a concurat în calitate de constructor. |                       |                            |      |             |                                                                                     |        |     |
| 2010                                                               | MGP W01               | FO 108X 2,4 V8             | B    | 3. 4.       | Michael Schumacher Nico Rosberg                                                     | 214    | 4   |
| 2011                                                               | MGP W02               | FO 108Y 2,4 V8             | P    | 7. 8.       | Michael Schumacher Nico Rosberg                                                     | 165    | 4   |
| 2012                                                               | F1 W03                | FO 108Z 2,4 V8             | P    | 7. 8.       | Michael Schumacher Nico Rosberg                                                     | 142    | 5   |
| 2013                                                               | F1 W04                | FO 108F 2,4 V8             | P    | 9. 10.      | Nico Rosberg Lewis Hamilton                                                         | 360    | 2   |
| 2014                                                               | F1 W05 Hybrid         | PU106A Hybrid 1,6 V6t      | P    | 6. 44.      | Nico Rosberg Lewis Hamilton                                                         | 701    | 1   |
| 2015                                                               | F1 W06 Hybrid         | PU106B Hybrid 1,6 V6t      | P    | 6. 44.      | Nico Rosberg Lewis Hamilton                                                         | 703    | 1   |
| 2016                                                               | F1 W07 Hybrid         | PU106C Hybrid 1,6 V6t      | P    | 6. 44.      | Nico Rosberg Lewis Hamilton                                                         | 765    | 1   |
| 2017                                                               | F1 W08 EQ Power+      | M08 EQ Power+ 1,6 V6t      | P    | 44. 77.     | Lewis Hamilton Valtteri Bottas                                                      | 668    | 1   |
| 2018                                                               | F1 W09 EQ Power+      | M09 EQ Power+ 1,6 V6t      | P    | 44. 77.     | Lewis Hamilton Valtteri Bottas                                                      | 655    | 1   |
| 2019                                                               | F1 W10 EQ Power+      | M10 EQ Power+ 1,6 V6t      | P    | 44. 77.     | Lewis Hamilton Valtteri Bottas                                                      | 739    | 1   |
| 2020                                                               | F1 W11 EQ Performance | M11 EQ Performance 1,6 V6t | P    | 44. 63. 77. | Lewis Hamilton George Russell Valtteri Bottas                                       | 573    | 1   |
| 2021                                                               | F1 W12 E Performance  | M12 E Performance 1,6 V6t  | P    | 44. 77.     | Lewis Hamilton Valtteri Bottas                                                      | 613,5  | 1   |
| 2022                                                               | F1 W13 E Performance  | M13 E Performance 1,6 V6t  | P    | 44. 63.     | Lewis Hamilton George Russell                                                       | 515    | 3   |
| 2023                                                               | F1 W14 E Performance  | M14 E Performance 1,6 V6t  | P    | 44. 63.     | Lewis Hamilton George Russell                                                       | 409    | 2   |
| 2024                                                               | F1 W15                | F1 M15 1,6 V6t             | P    | 44. 63.     | Lewis Hamilton George Russell                                                       | 468    | 4   |
| Sursa:                                                             |                       |                            |      |             |                                                                                     |        |     |

### Palmares ca furnizor de motoare
| Constructor  | Sezoane                 | Victorii | Prima victorie            | Ultima victorie             | Pole-uri | Primul pole                  | Ultimul pole                |
| ------------ | ----------------------- | -------- | ------------------------- | --------------------------- | -------- | ---------------------------- | --------------------------- |
| Sauber       | 1994                    | 0        | –                         | –                           | 0        | –                            | –                           |
| McLaren      | 1995–2014, 2021–prezent | 85       | MP al Australiei din 1997 | MP de la Abu Dhabi din 2024 | 85       | MP al Luxemburgului din 1997 | MP de la Abu Dhabi din 2024 |
| Brawn        | 2009                    | 8        | MP al Australiei din 2009 | MP al Italiei din 2009      | 5        | MP al Australiei din 2009    | MP al Braziliei din 2009    |
| Force India  | 2009–2018               | 0        | –                         | –                           | 1        | MP al Belgiei din 2009       | MP al Belgiei din 2009      |
| Williams     | 2014–prezent            | 0        | –                         | –                           | 1        | MP al Austriei din 2014      | MP al Austriei din 2014     |
| Lotus        | 2015                    | 0        | –                         | –                           | 0        | –                            | –                           |
| MRT          | 2016                    | 0        | –                         | –                           | 0        | –                            | –                           |
| Racing Point | 2019–2020               | 1        | MP al Sakhirului din 2020 | MP al Sakhirului din 2020   | 1        | MP al Turciei din 2020       | MP al Turciei din 2020      |
| Aston Martin | 2021–prezent            | 0        | –                         | –                           | 0        | –                            | –                           |
| Total        | 1994–prezent            | 94       | MP al Australiei din 1997 | MP de la Abu Dhabi din 2024 | 93       | MP al Luxemburgului din 1997 | MP de la Abu Dhabi din 2024 |